# Grabowhöfe
Grabowhöfe is een gemeente in de Duitse deelstaat Mecklenburg-Voor-Pommeren, en maakt deel uit van de Landkreis Mecklenburgische Seenplatte. Grabowhöfe telt 1.349 inwoners en ligt tussen de Mecklenburgische Schweiz en de Mecklenburgische Seenplatte. In het uiterste noordwesten van de gemeente bevindt zich de Tiefer See en de zuidpunt van de Flacher See.

## Ortsteilen
- Baumgarten
- Grabowhöfe
- Louisenfeld
- Panschenhagen
- Sommerstorf
- Sophienhof
- Vielist

## Geschiedenis
De plaats werd voor het eerst in 1338 in een brief van de vorst Nicolaas II van Werle als Grabow met 27 boerderijen genoemd. De oorsprong van de naam Grabow komt uit het Slavisch en betekent zoveel als Haagbeukenplaats. Om de plaats van andere plaatsen met de naam Grabow te kunnen onderscheiden, werd de plaats vanaf de 18e eeuw Grabowhöfe genoemd. Na de Dertigjarige Oorlog kwam het dorp na verschillende bezitswisselingen in bezit van het adelsgeslacht Hahn. De graaf Friedrich von Hahn bouwde rond 1800 een tegenwoordig nog bestaand vakwerklandhuis. In 1886 kreeg het dorp een station. Midden jaren dertig van de 20e eeuw werd het landgoed gedeeld en verkocht. Het overgebleven landgoed werd na de herverkaveling in de Sovjet bezettingszone aan nieuwe boeren vergeven. In 1955 ontstond werd de grond gecollectiviseerd. De gemeente Grabowhöfe werd vervolgens tot een centrale plaats ontwikkeld en kreeg daardoor een grote school en enkele plattenbauten.
Met ingang van 1 januari 2013 werd de tot dan toe zelfstandige gemeente Vielist in Grabowhöfe opgenomen.

## Bekende personen in relatie tot de gemeente
In 1751 werd te Sommerstorf de dichter Johann Heinrich Voß geboren.